# Hallepoort

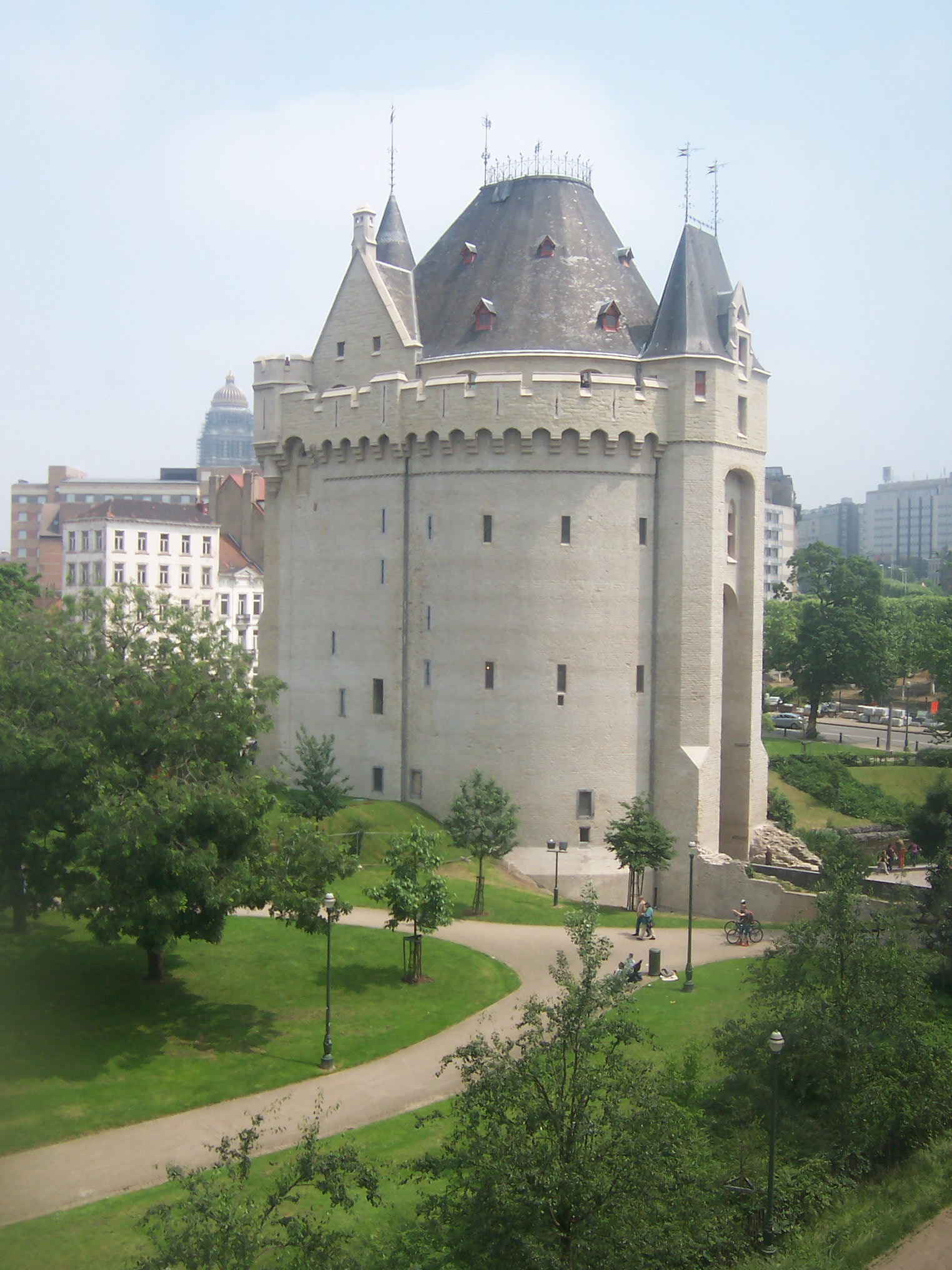
De Hallepoort in het Hallepoortpark

De Hallepoort (Frans: Porte de Hal) is een voormalige stadspoort in Brussel die heden ten dage dienstdoet als museum. De poort staat in de Kleine Ring van Brussel, aan het einde van de Hoogstraat en het begin van de Waterloosesteenweg. Ze werd gebouwd in 1381 en is de enige Brusselse stadspoort die bewaard is gebleven. Hierbij is het ook het laatste deel van de voormalige tweede stadsomwalling van Brussel dat bewaard is gebleven. Een metrostation in de directe buurt is vernoemd naar de poort, zie metrostation Hallepoort. De Hallepoort is omgeven door een park dat de naam draagt van dit gebouw.

## Geschiedenis

### Middeleeuwen

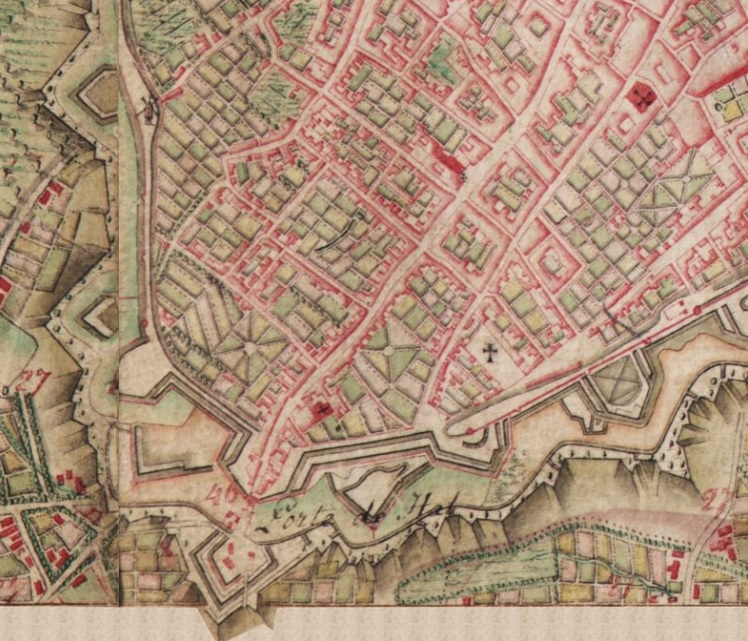
De Hallepoort op de Ferrariskaart (ca. 1775)

Toen de eerste Brusselse stadsomwalling stilaan te klein begon te worden voor de almaar uitbreidende stad werd besloten de bouw aan te vatten van een nieuwe, ruimere stadswal. Deze wal, waarvan het traject overeenkwam met de huidige Brusselse kleine ring, telde zeven grote stadspoorten: de Schaarbeeksepoort de Naamsepoort, de Leuvensepoort, de Anderlechtsepoort, de Lakensepoort, de Vlaamsepoort, en uiteraard de Hallepoort. Stadspoorten werden in deze tijd doorgaans vernoemd naar de toegangswegen waaraan ze zich bevinden. In het geval van deze poort leidde deze weg naar de Brabantse stad Halle, waaraan ze dus ook haar naam dankt. De voornaamste functie van de poort was net als de rest van de omwalling militair.

### Nieuwe tijd

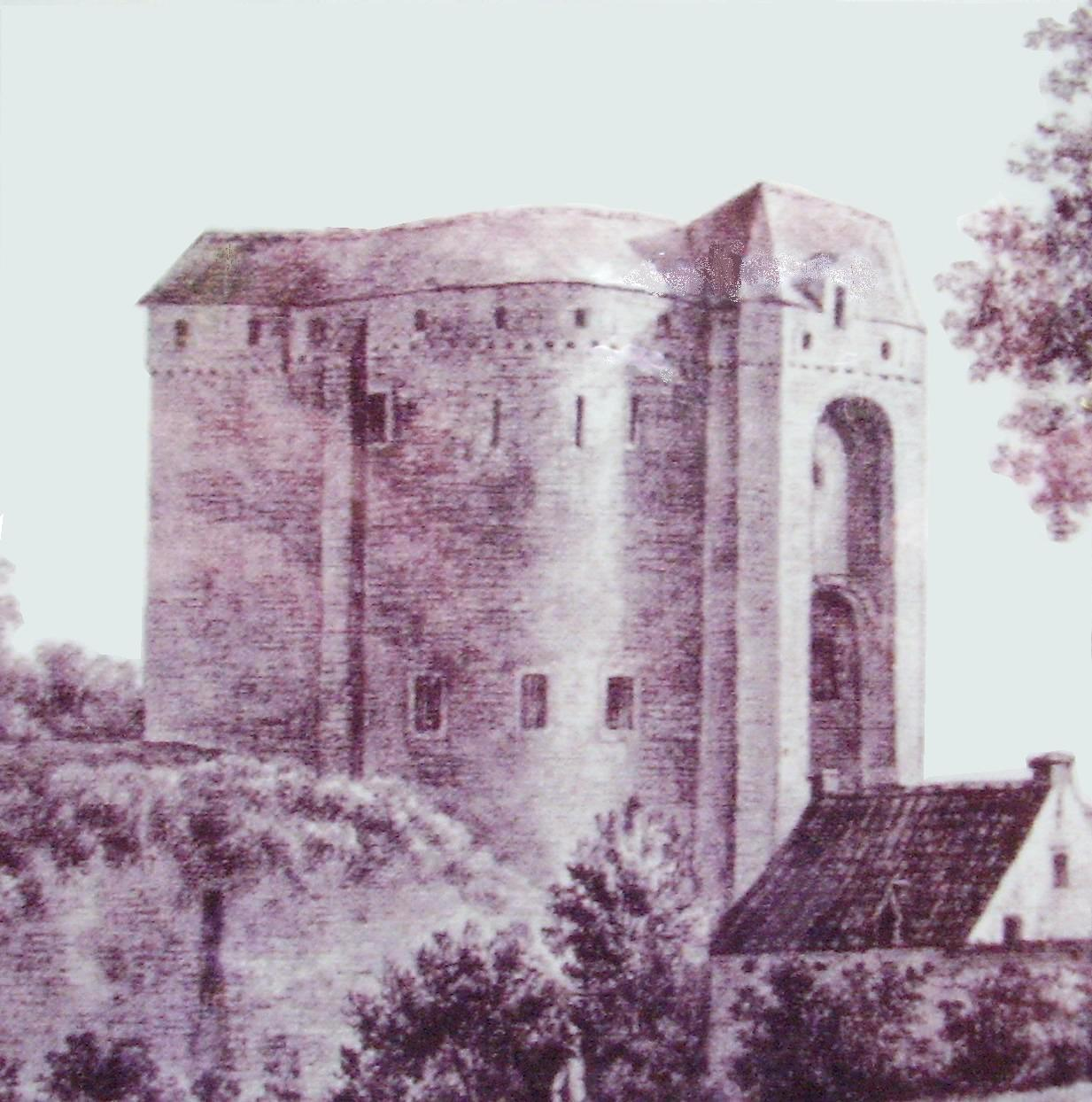
De Hallepoort in 1612

In de nieuwe tijd deden zich grote evoluties in wapenbouw en oorlogsvoering voor. Reeds in de 16e eeuw kreeg men door dat de middeleeuwse omwalling niet meer volstond om de stad te verdedigen tegen het moderne oorlogstuig. De militaire functie van de Hallepoort, werd omstreeks in 1564 opgeheven, waarna de poort verschillende nieuwe bestemmingen kreeg. Het gebouw kon echter niet onverdedigd blijven. Haar positie beneden een heuvel maakte dat de stad vanuit het Zuiden eenvoudig kon worden ingevallen en beschoten. Toen een Oorlog met Frankrijk dreigde liet de Spaanse koning (toen aan de macht in de Zuidelijke Nederlanden) een fort bouwen op het grondgebied van Sint-Gillis. Het Fort van Monterey moest voorkomen dat troepen zich op de heuvel konden vormen om Brussel binnen te vallen via de Hallepoort. De poort zelf deed nu dienst als graanzolder, lutherse kerk, gevangenis en archief. Daarnaast vormde het gebouw ook het hoofdkantoor van de officie van de drossaard van Brabant, een rechtbank die zich bezig hield met de aanhouding en vervolging van landlopers uit heel de Zuidelijke Nederlanden. Op de Hallepoort werden aangehouden landlopers ondervraagd, gevangengehouden en uiteindelijk vervolgd. Zij verbleven meestal niet lang in de bescheiden gevangenis in het gebouw, daar ze doorgaans meteen na hun proces verbannen werden.
Aan het eind van de 18e eeuw begon de omwalling al haar functies te verliezen en werd ze onder impuls van de in deze tijd snel wisselende machthebbers stelselmatig afgebroken. Hoewel aan het eind van het Habsburgse regime ook de rechtsfunctie van het gebouw verviel bleven de gevangenis en het archief nog actief, wat het gebouw wist te redden van de sloop. Hiermee werd het het laatst overgebleven deel van de voormalige stadsomwalling. De lanen werden uiteindelijk om het gebouw heen getrokken. Hoewel er nog af en toe activiteit plaatsvond in de stadspoort verkommerde het gebouw snel door verwaarlozing.

### Moderne tijd
Op termijn sloot de Hallepoort ook als gevangenis. Het gebouw en de infrastructuur voldeden niet meer aan de moderne normen. De vraag begon te rijzen of het gebouw toch beter niet gesloopt kon worden, met het oog op het rechttrekken van de lanen. De Belgische onafhankelijkheid in 1830 bracht redding. De nieuwe staat trachtte zijn sporen uit het verleden in de verf te zetten en er werd besloten het verkommerende gebouw te renoveren en het een nieuwe functie te geven. In 1847 werd er beslist om in de Hallepoort het Musée Royal d'Armures, d'Antiquités et d'Ethnologie (Koninklijk museum voor wapens, oudheid en volkenkunde) te vestigen. Eveneens met de functie de geschiedenis van het jonge België in de verf te zetten. Een eventuele sloop was nu volledig van de baan.

#### Renovaties in de 19e eeuw

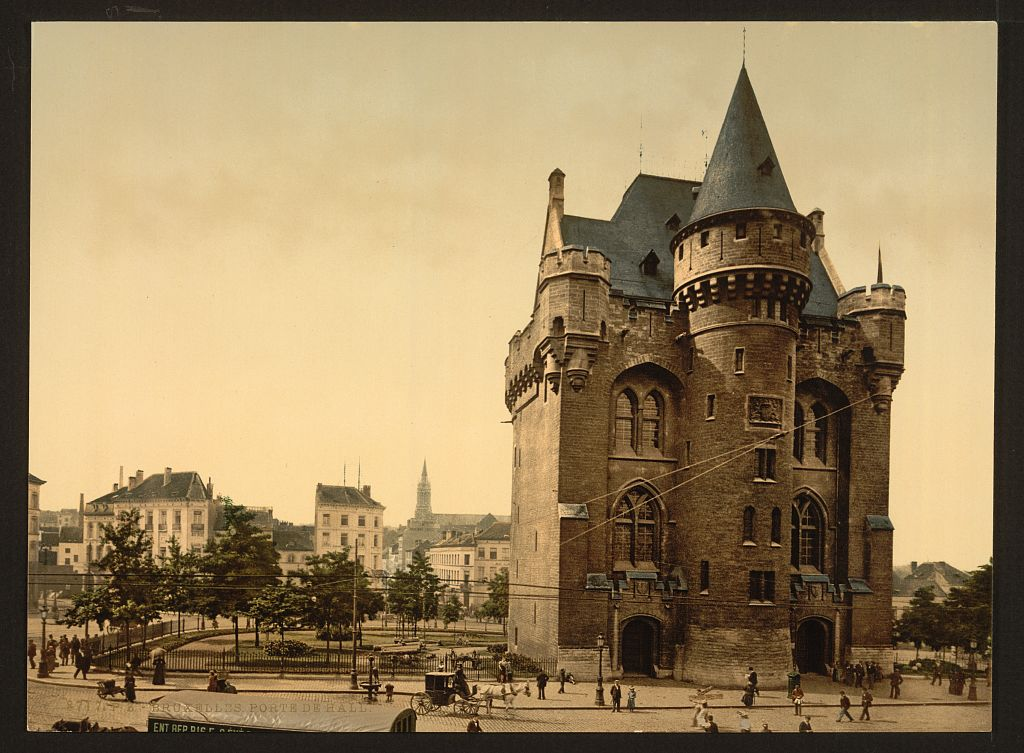
De Hallepoort na haar verbouwingen, omstreeks 1890-1900

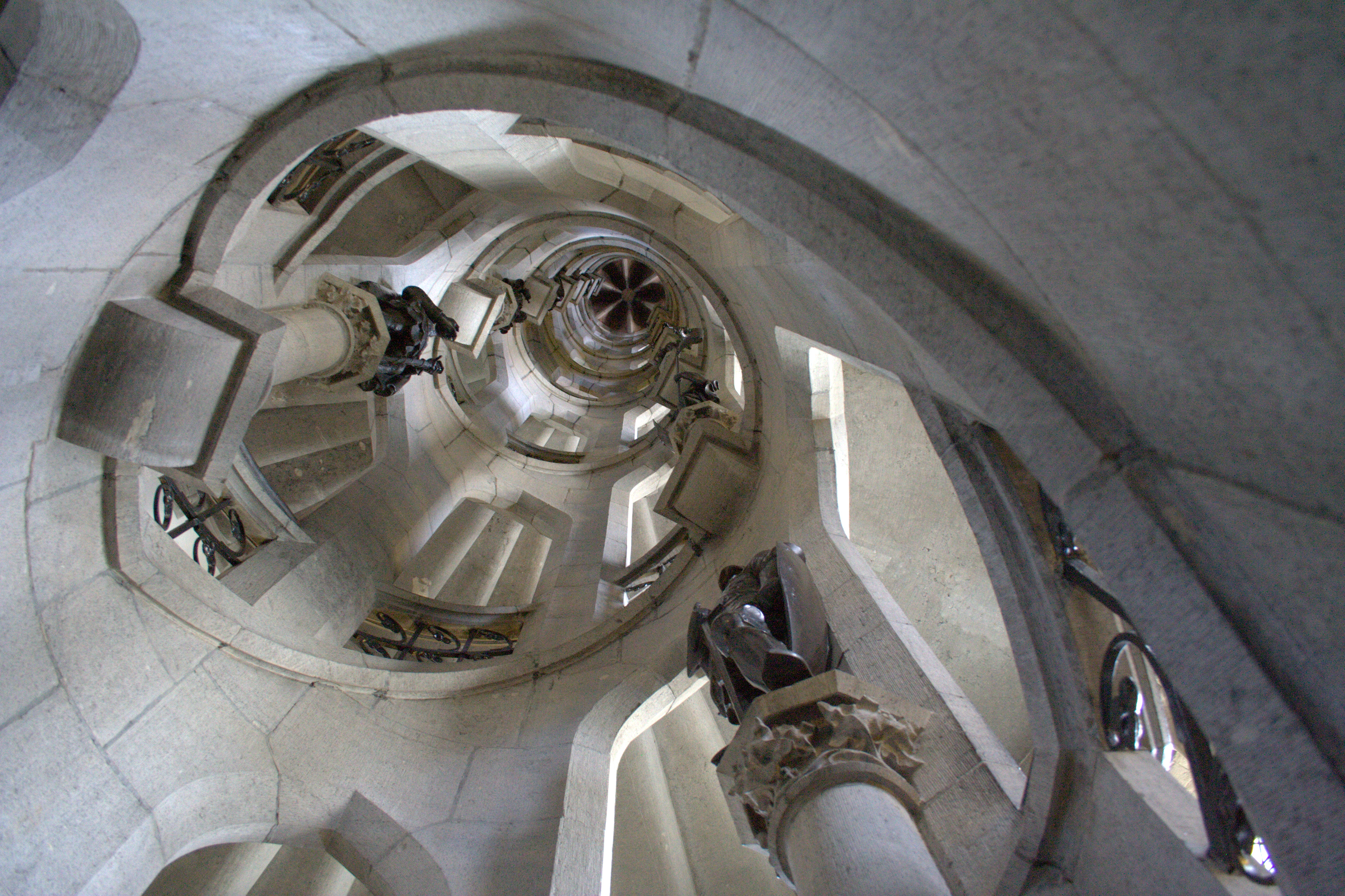
Centrale wenteltrap

Het vestigen van een museum in een dergelijk oud gebouw bleek echter niet eenvoudig. In 1863 werd besloten om de Hallepoort aan te passen aan zijn nieuwe functie als museum. Architect Hendrik Beyaert werd gekozen voor de opdracht. Hij besloot om het sobere middeleeuwse gebouw een geheel nieuw uitzicht te geven dat meer strookte bij de 19e-eeuwse romantische visie van de middeleeuwse periode. Uiterlijk werd toen belangrijker geacht dan historische reconstructie. Deze voorliefde voor een geromantiseerde visie op de middeleeuwen ziet men wel vaker bij bouwwerken en renovaties uit deze periode. Andere voorbeelden hiervan zijn bijvoorbeeld de renovatie van het Gravensteen in Gent of de bouw van Slot Neuschwanstein in Duitsland. Om de Hallepoort een meer 'middeleeuws' karakter te geven besloot de architect om te werken in de neogotische bouwstijl. Dit is vooral te zien aan de Brusselse zijde van het gebouw. Rechthoekige raampjes werden hoog en spits en er werd een geheel nieuwe ronde toren gebouwd met kegelvormig dak waarin zich een gotische wenteltrap bevindt. Ook de rest van het interieur werd in deze stijl verder uitgebouwd en aangevuld met middeleeuwse decoratie.
Ook de dakstructuur onderging een grondige wijziging. Het dak van de toren werd hoog en spits, afgewerkt met schitterend metaalwerk. Aan de randen werden loopbruggen met kantelen toegevoegd alsook enkele torentjes. De toren aan de kant van Sint-Gillis (de buitenzijde van de omwalling) leunt nog het meest aan bij het oorspronkelijke uitzicht van de stadspoort. De toren kreeg enkel een iets spitser dak eveneens voorzien van fraai metaalwerk. Door een verhoging van het straatniveau is de voormalige toegangspoort echter niet meer zichtbaar. De hele renovatie was afgerond in 1871.
In deze periode werd tussen de voormalige stadspoort en de lanen ook een bosrijk wandelpark aangelegd dat sedertdien een populair toevluchtsoord vormt voor de Brusselaars.

#### Museum

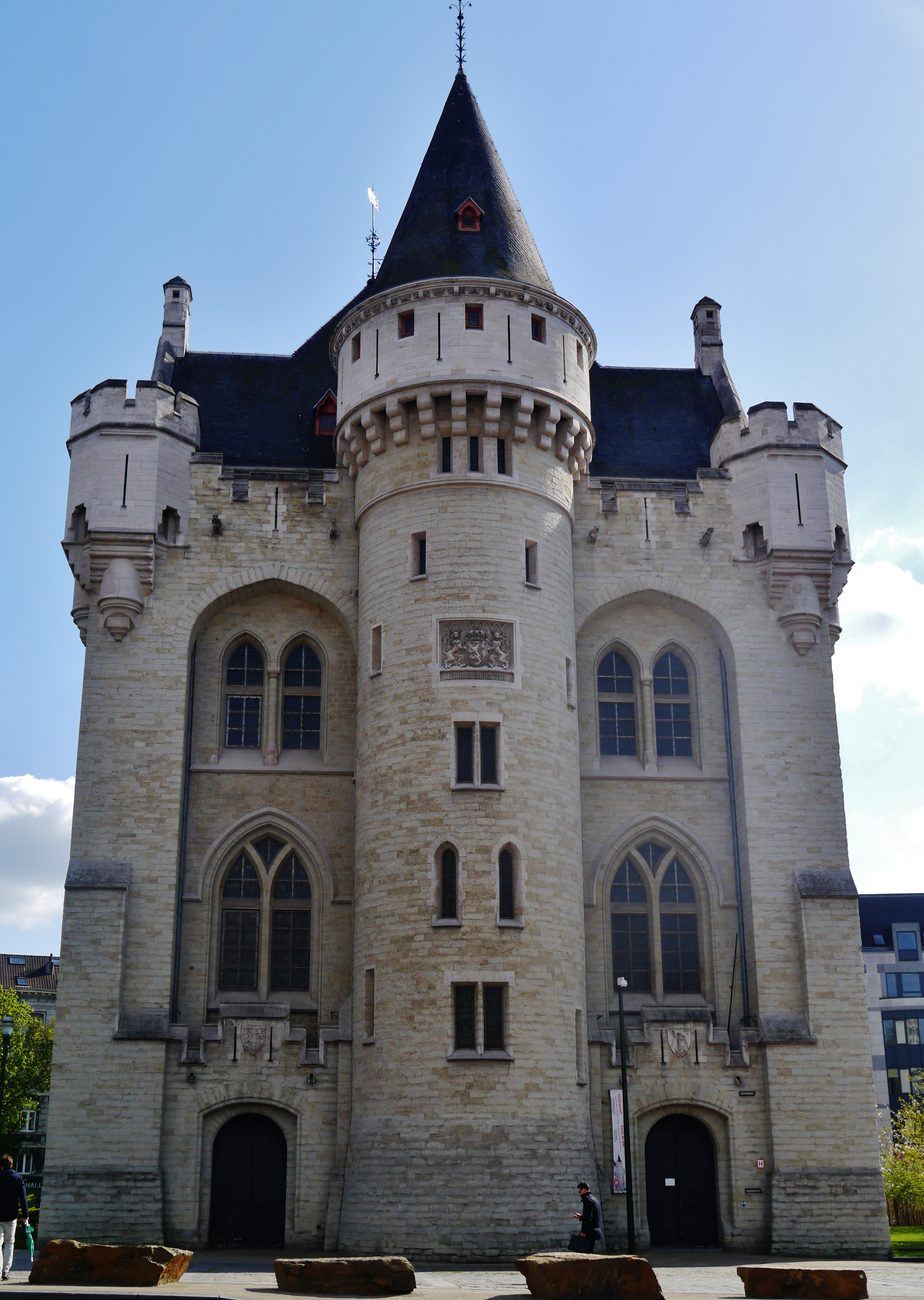
Hallepoort in 2016

De collecties van het museum breidden voortdurend uit. De grote renovatie ten spijt was het museum in 1889 dusdanig gegroeid dat dat men moest overwegen delen van de collectie elders over te brengen. Er werd besloten de antieke stukken over te brengen naar het Jubelparkmuseum, in 1908 volgden de etnografische stukken. Uiteindelijk bleef enkel de indrukwekkende wapencollectie nog in de oude stadspoort gehuisvest.
Toen de Hallepoort in 1976 wegens restauratie- en renovatiewerken werd gesloten werden uiteindelijk ook de wapens en de wapenrustingen in het Jubelpark ondergebracht, ditmaal in het Koninklijk Museum van het Leger en de Krijgsgeschiedenis. Deze restauratie ging gepaard met diepgaand archeologisch onderzoek waarbij men trachtte een beter beeld te krijgen van de geschiedenis van de Hallepoort. Het gebouw heropende in 1990. Nu als deel van de Koninklijke Musea voor Kunst en Geschiedenis. Er werden nu vaker tijdelijke tentoonstellingen gehouden in het kader van folklore en de geschiedenis van de stad Brussel.
In 2007 werd de Hallepoort opnieuw gerestaureerd. Hierbij vond men onder andere sporen van het voormalige valhek en de ophaalbrug die over de gracht liep die rond de oude stadsomwalling gebouwd werd. Het museum opende op 6 juli 2008 weer, samen met een permanente tentoonstelling. De tijdelijke tentoonstellingen zijn verplaatst naar de derde verdieping van het gebouw.
Vanaf 2028 wordt de Hallepoort een presentatieplek voor Brussels immaterieel erfgoed.
Aan de westzijde van de Hallepoort bevindt zich een gelijknamig metrostation met kunstwerken van de bekende Brusselse tekenaar François Schuiten.

## Galerij

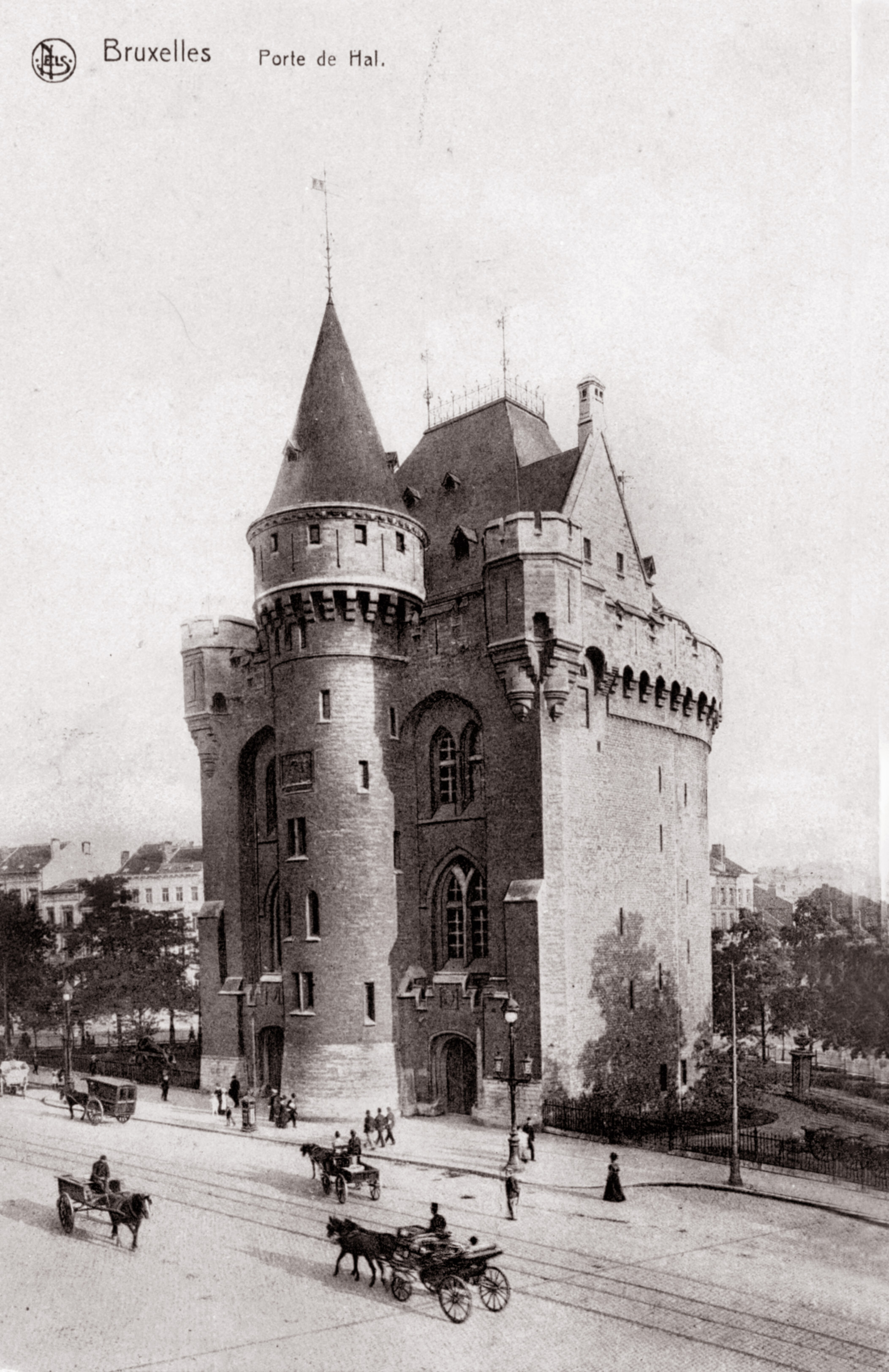
De Hallepoort omstreeks 1900
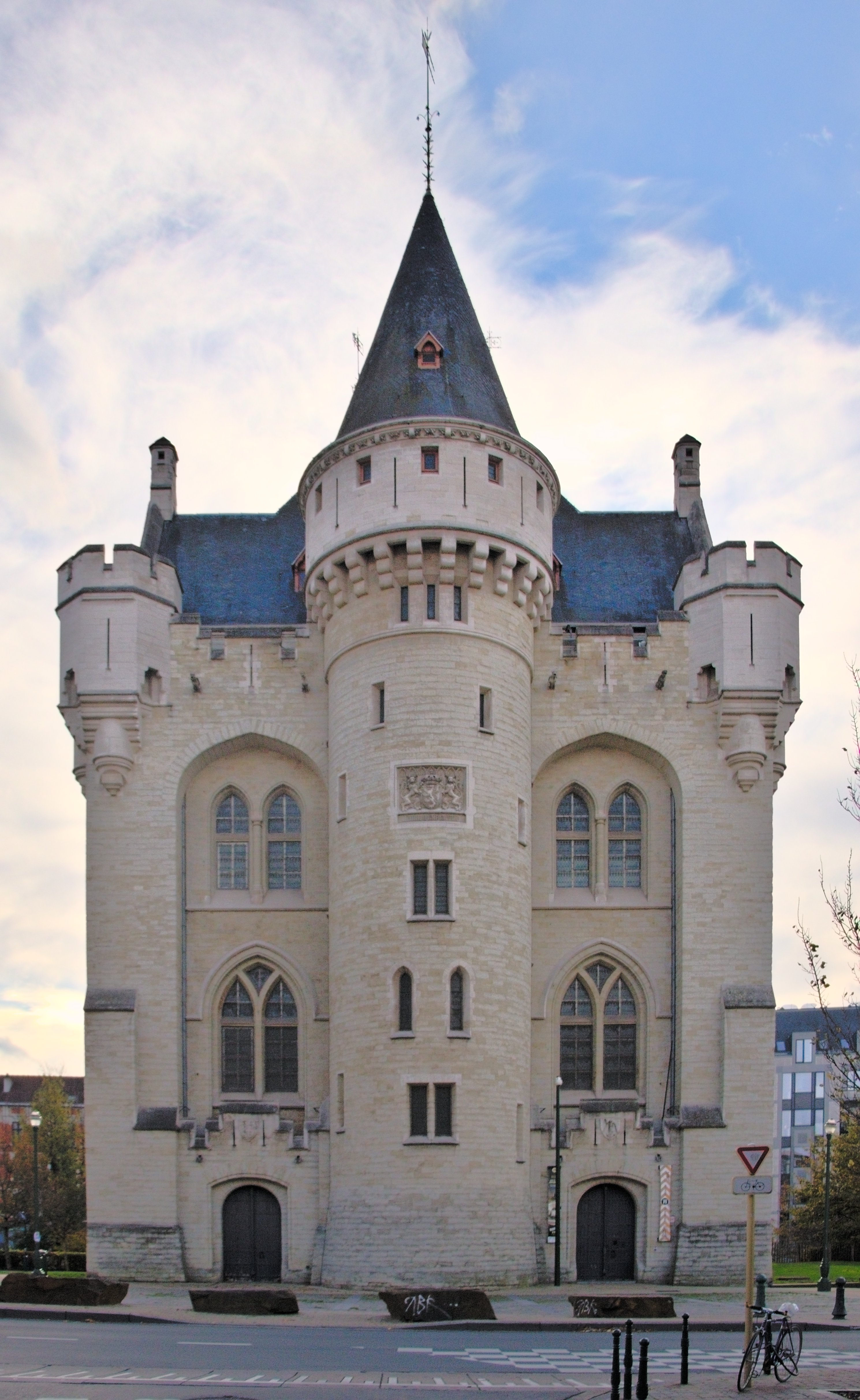
2020 Brusselse kant
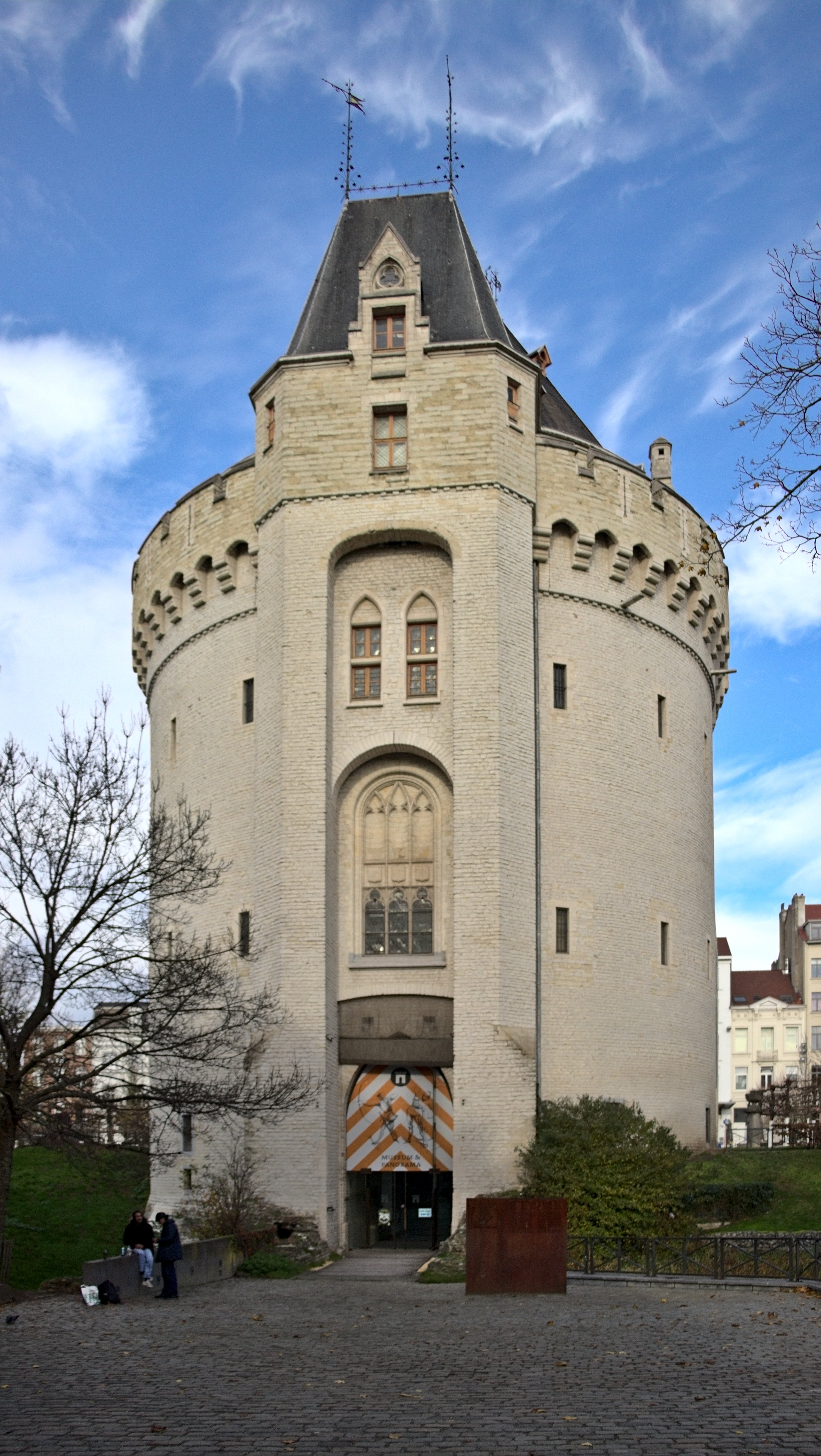
2020 Kant van Sint-Gillis
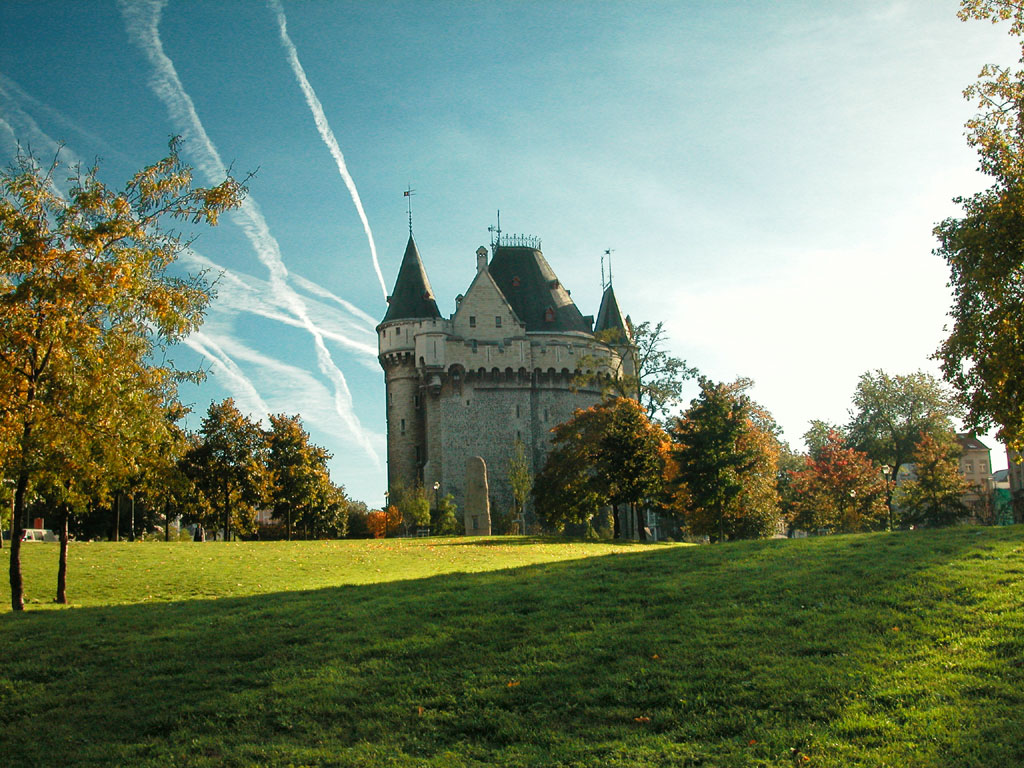
Het Hallepoortpark
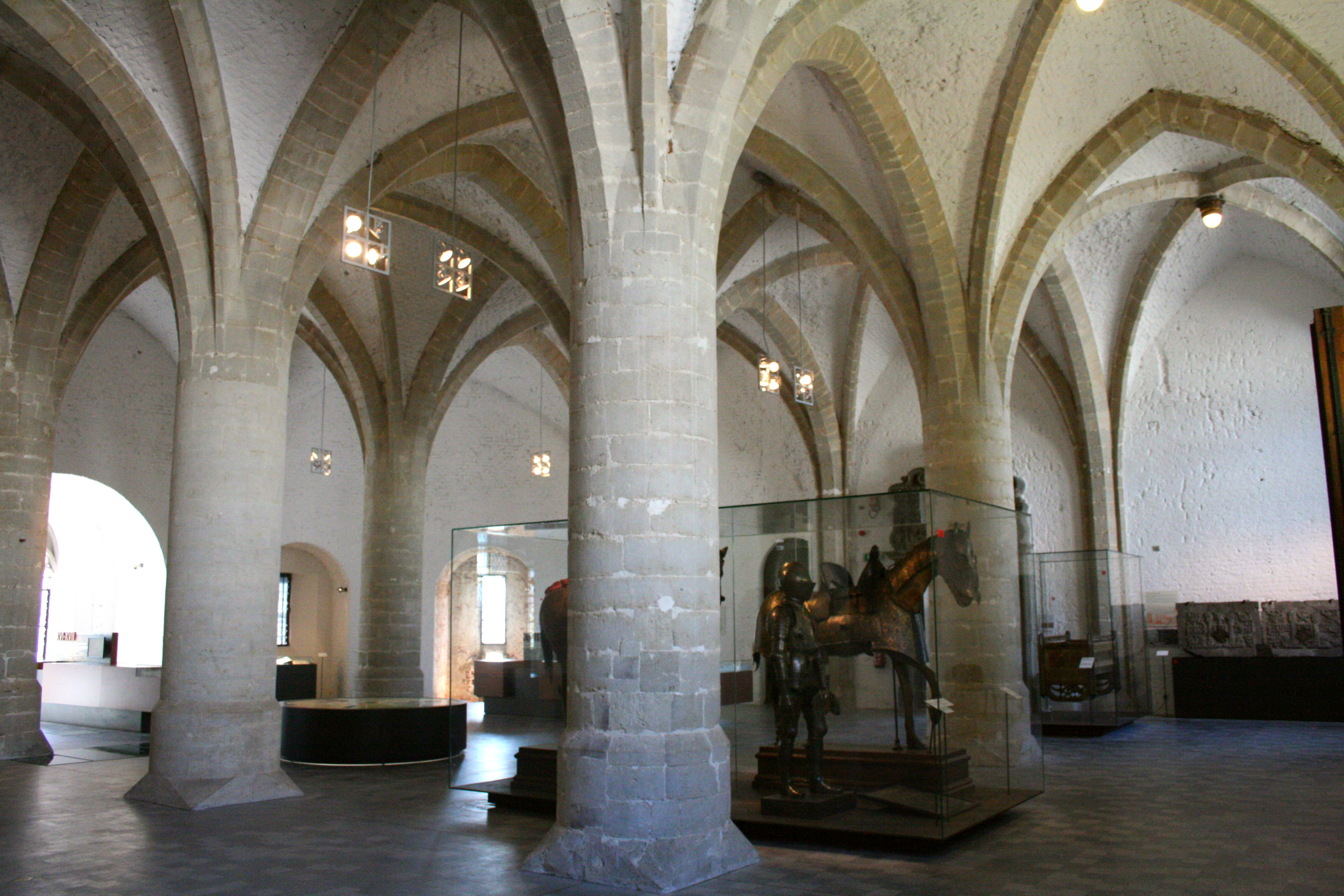
Gotische zaal
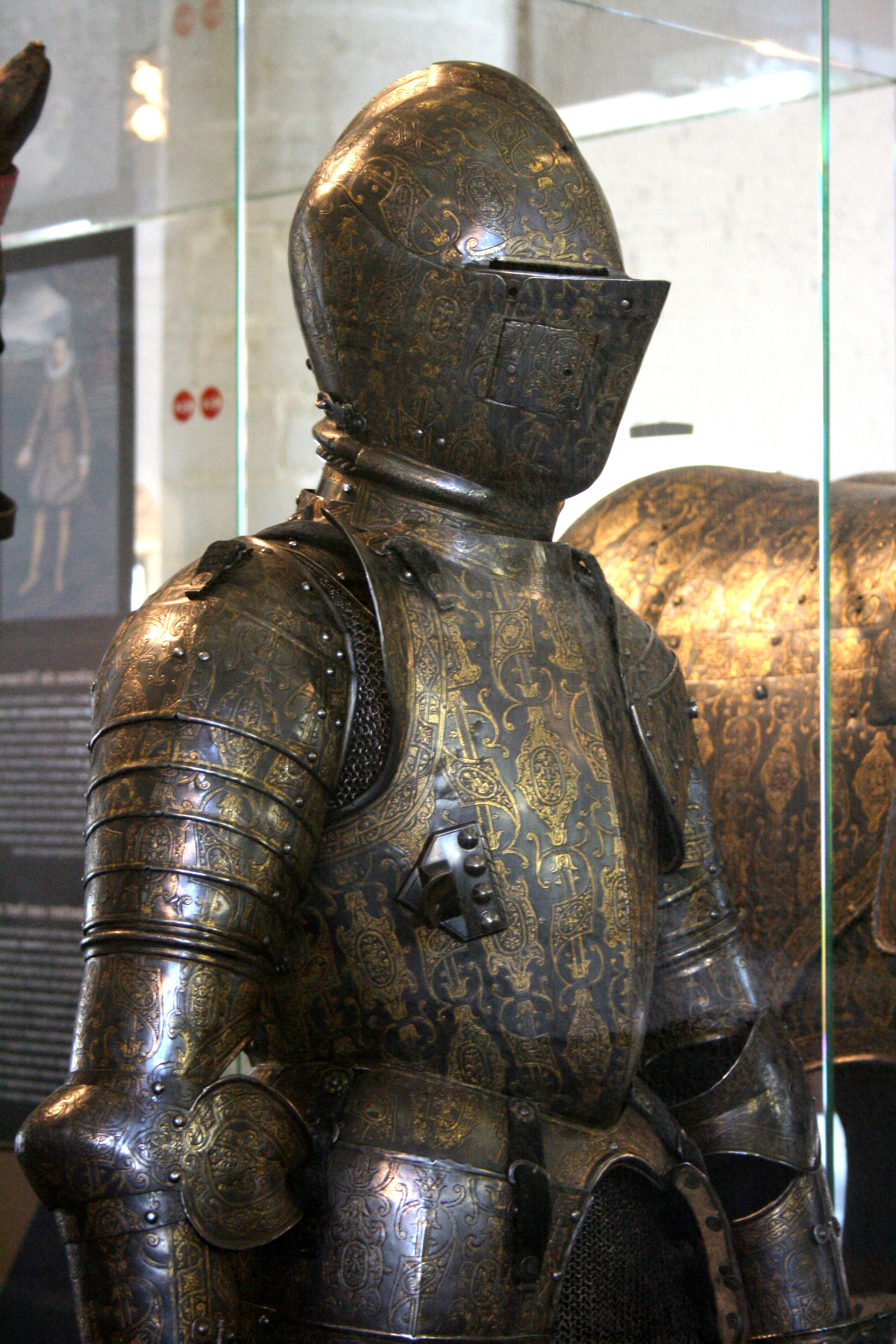
Paradeharnas van aartshertog Albert, een stuk uit de collectie
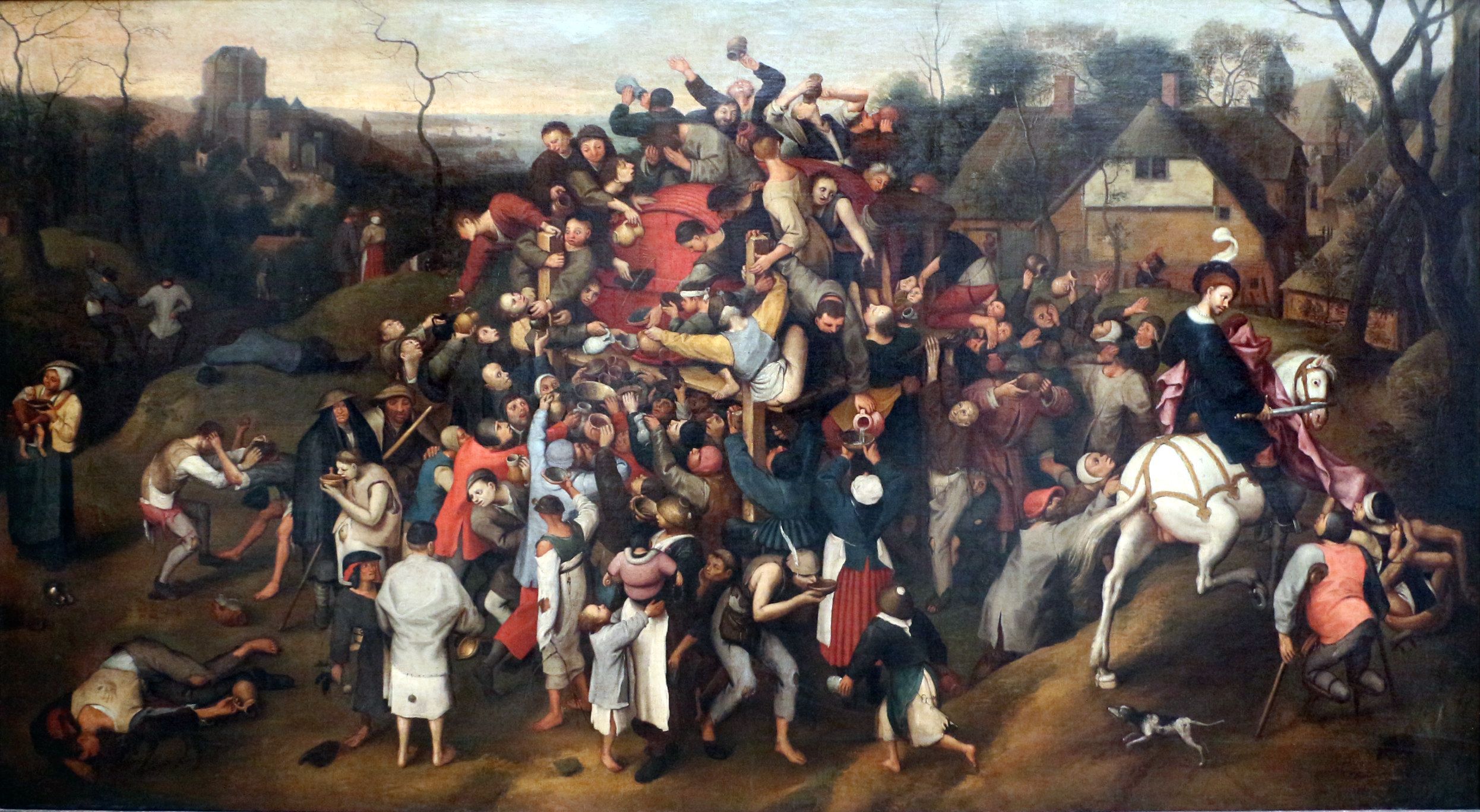
De Hallepoort op het schilderij De Wijn van het Sint-Maartensfeest van Bruegel (Links achteraan)
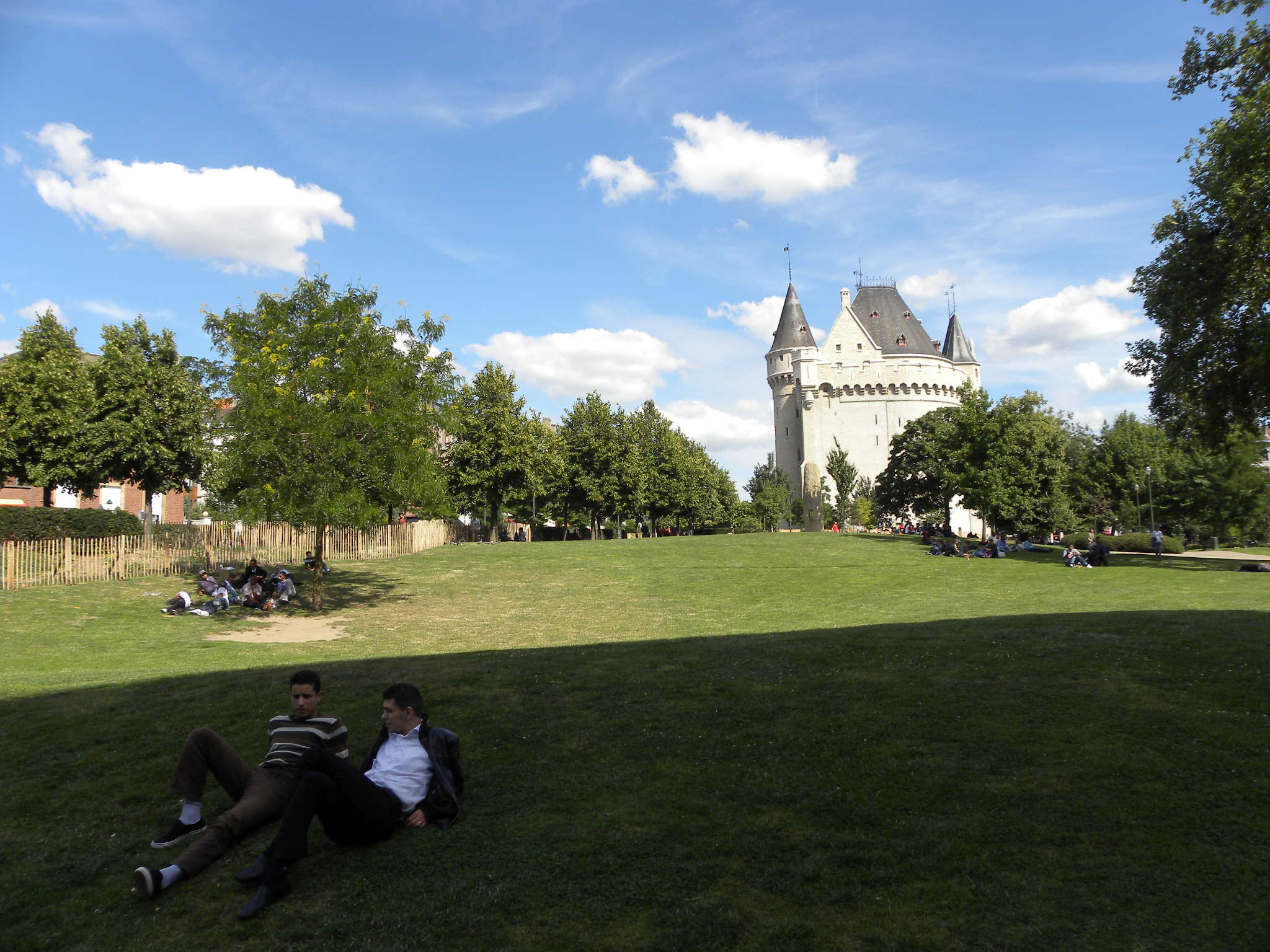
Zonontwijkende buurtbewoners aan de Hallepoort

## Wetenswaardig
Van 1847 tot 1855 vonden terechtstellingen niet langer plaats op de Grote Markt, maar aan de Hallepoort. Onder meer François Rosseel en Guillaume Vandenplas kwamen er onder de guillotine.